# Чижовское кладбище
Чижовское кладбище (белор. Чыжоўскія могілкі) — кладбище в Минском районе Новодворский с/с, севернее д. Новый Двор, граничащее с Магистралью М9. Общая площадь примерно составляет 57,5 га и насчитывает более 100 000 захоронений.

## История
Чижовское кладбище было открыто в 1960 году. Через 28 лет, в 1988 году, власти пришли к решению закрыть кладбище для захоронений, разрешены лишь родственные подзахоронения.
На аллее Славы есть могилы воинов, погибших в Афганистане, сюда же были перенесены два захоронения лиц, вероятно убитых во время Курловского расстрела 1905 года: Илья Исаакович Файнберг (делопроизводитель Либаво-Роменской железной дороги) и Абрам-Лейба Гур(е)вич, а также обычных военнослужащих. На кладбище присутствуют многочисленные цыганские захоронения.
Также на этом кладбище похоронены некоторые жертвы трагедии на Немиге (1999), в честь которых установлены несколько мемориалов.

## Транспорт
Добраться до Чижовского кладбища можно на автобусе 94С (Автостанция Автозаводская — Чижовское кладбище).

## Похороненные на Чижовском кладбище
- см. Категория:Похороненные на Чижовском кладбище.
- Давид Бронштейн — советский шахматист
- Михаил Гармоза — Герой Советского Союза;
- Зиновий Колобанов — советский танкист, уничтоживший 22 танка в одном бою.